# Jacques Bonnier (architecte)
Pour les articles homonymes, voir Jacques Bonnier et Bonnier.
Jacques Bonnier, né le 19 janvier 1884 à Paris où il est décédé le 8 novembre 1965,, est un architecte français.

## Biographie
Jacques Bonnier est le fils de Louis Bonnier, architecte, et de Marie Victorine Isabelle Deconchy fille de Fernand Deconchy (1827-1911) architecte. Il a deux frères : Jean (1882-1966), artiste-peintre, et Marc (1887-1916), aviateur. Ce dernier est un des pionniers de l'aviation.
Il est initialement élève à l'École des arts décoratifs, puis à l'École des beaux-arts de Paris où il obtient son diplôme d'architecte DPLG en 1911.
Au début de sa carrière, il collabore avec son père et son beau-père, Georges Roussi. Il devient ensuite architecte des bâtiments civils et palais nationaux, architecte agréé par le ministère de la Reconstruction et de l'urbanisme pour la Seine, architecte des sections étrangères à l'Exposition des arts décoratifs de Paris en 1925, architecte de la Banque de Madagascar, de la société du gaz Lebon, membre du Bureau d'études de l'extension de Paris et  architecte en chef de la ville de Paris.
Il construit des également des succursales pour la banque Saint-Phalle ainsi que des hôtels particuliers et des immeubles d’habitation.
Parmi ses réalisations, on peut citer :
- l’hôtel Godillot (Paris 7e, 1927-1931),
- l’immeuble du 5, avenue Émilie-Acollas (Paris 7e, 1931)
- l’immeuble du carrefour Duroc, au 1 boulevard du Montparnasse (Paris 6e, 1934),
- et le pavillon de la Marine marchande à l’Exposition de Paris de 1937.

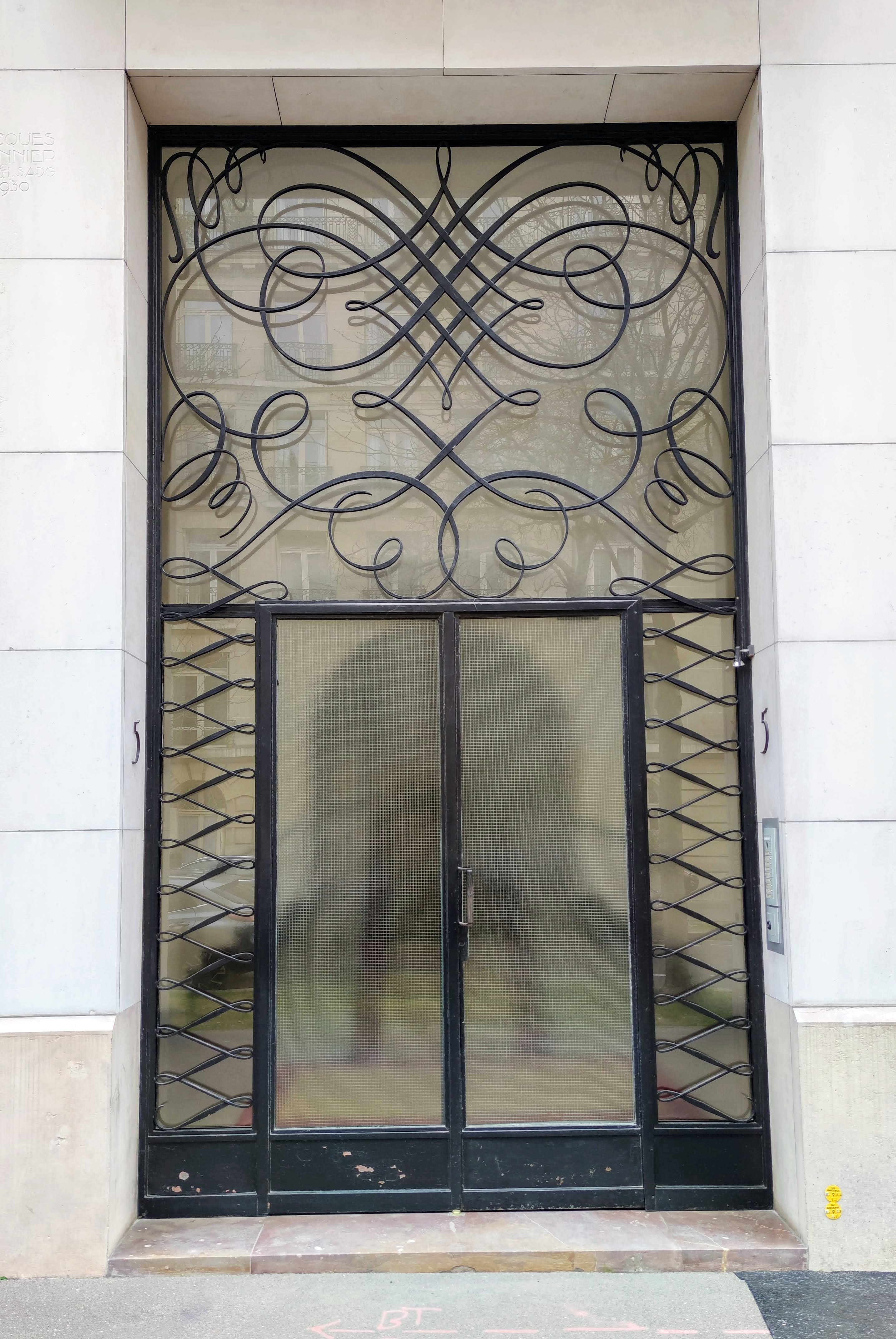
N°5 Avenue Émile-Acollas (entrée).

Son style est très éclectique et s’adapte aux goûts de ses clients : art déco, mouvement international ou style pittoresque comme pour les pavillons de la rue du Square-Montsouris (Paris 14e), en 1924.